# Ограниченное партнёрство
Ограниченное партнёрство, LP (англ. Limited partnership) — это форма бизнес-партнёрства, в которой один или несколько генеральных партнёров управляют ежедневной деятельностью бизнеса и несут неограниченную ответственность за долги и обязательства партнёрства, в то время как один или несколько ограниченных партнёров вносят капитал в бизнес, но имеют ограниченную ответственность за долги и обязательства партнёрства.
В ограниченном партнёрстве ограниченные партнёры обычно не участвуют в управлении бизнесом и не несут ответственности за долги и обязательства партнёрства сверх внесённого ими капитала. Общие партнёры, с другой стороны, несут неограниченную ответственность за долги и обязательства партнёрства и отвечают за управление бизнесом.
Ограниченные партнёрства часто используются в недвижимости, технологических стартапах и других типах инвестиционных партнёрств, где ограниченные партнёры хотят инвестировать в партнёрство, не отвечая за ежедневное управление бизнесом и не рискуя больше, чем своим первоначальным капиталовложением.
Генеральные партнёры во всех основных аспектах находятся в той же юридической позиции, что и партнёры в обычной фирме: они имеют управленческий контроль над компанией, делят право пользования имуществом партнёрства, делят прибыли фирмы в определённых пропорциях и несут солидарную ответственность за долги товарищества.
Невозможно совмещать генеральное и ограниченное партнёрство.
Ограниченные партнёры:
- Вносят средства или имущество в бизнес при его создании
- Несут ответственность только за долги в границах суммы, которую они внесли. Генеральные партнёры, в свою очередь, несут ответственность за любые долги, которые бизнес не может оплатить.
- Не могут управлять бизнесом в отличие от генеральных партнёров, которые контролируют и управляют бизнесом.
- Не могут изъять свою начальную долю.
- Должны зарегистрироваться в соответствующем органе (например, HMRC) для уплаты налогов.